# Rebecca De Mornay

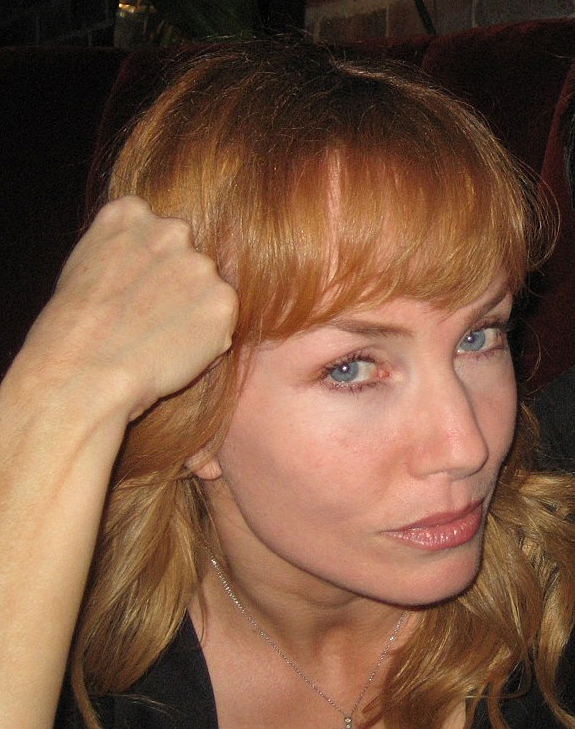
Rebecca De Mornay (2006)

Rebecca De Mornay (* 29. August 1959 in Santa Rosa, Kalifornien, als Rebecca Jane Pearch) ist eine US-amerikanische Schauspielerin.

## Leben und Karriere
Rebecca De Mornay wurde als Tochter des Fernsehtalkmasters Wally George und seiner Frau Julie geboren. Nach der Scheidung der Eltern wurde sie von ihrem neuen Stiefvater Richard De Mornay adoptiert. Richard De Mornay starb, als Rebecca fünf Jahre alt war. In einem Kleinbus reiste die Mutter mit Rebecca und ihrem jüngeren Bruder durch die Welt: Mexiko, Jamaika, Europa. In Österreich wohnten sie sechs Jahre, wo sie 1978 in St. Johann in Tirol maturierte. De Mornay war vorher nur sporadisch zur Schule gegangen, zwei Jahre lang hatte sie das berühmte Internat Summerhill in England besucht. Mit 21 begann sie in Kalifornien ihre Schauspielausbildung, in deren Verlauf sie auch das Lee Strasberg Theatre Institute in New York City besuchte. Nebenbei jobbte sie in den Studios und bekam so von Francis Ford Coppola ihre erste Minirolle in Einer mit Herz. Den internationalen Durchbruch hatte sie 1992 mit ihrer Hauptrolle als psychopathisches Kindermädchen in Die Hand an der Wiege. De Mornay spricht Englisch, Französisch und Deutsch.
Nach Beziehungen unter anderem mit Tom Cruise und Leonard Cohen heiratete sie 1989 den Schriftsteller und Drehbuchautor Bruce Wagner (* 1954). Die Ehe wurde im folgenden Jahr wieder geschieden. Ihre zweite Ehe mit dem Sportreporter Patrick O’Neal (dem Sohn von Ryan O’Neal) dauerte von 1995 bis 2002. Aus dieser Ehe gingen zwei Kinder hervor.

## Filmografie (Auswahl)
- 1982: Einer mit Herz (One from the Heart)
- 1983: Lockere Geschäfte (Risky Business)
- 1983: Das letzte Testament (Testament)
- 1985: A Trip to Bountiful – Reise ins Glück (The Trip to Bountiful)
- 1985: Express in die Hölle (Runaway Train)
- 1986: Mord in der Rue Morgue (The Murders in the Rue Morgue, Fernsehfilm)
- 1987: Die Schöne und das Biest (The Beauty and the Beast)
- 1988: FBI Academy (Feds)
- 1988: Adams kesse Rippe (And God Created Woman)
- 1989: Big Business (Dealers)
- 1990: Condition Red (By Dawn’s Early Light)
- 1991: Backdraft – Männer, die durchs Feuer gehen (Backdraft)
- 1992: Die Hand an der Wiege (The Hand That Rocks the Cradle)
- 1993: Die drei Musketiere (The Three Musketeers)
- 1993: Jenseits der Unschuld (Guilty as Sin)
- 1993: Blind Side – Straße in den Tod
- 1995: Never Talk To Strangers – Spiel mit dem Feuer (Never Talk to Strangers)
- 1995: Outer Limits – Die unbekannte Dimension (The Outer Limits, Fernsehserie, Folge 1x12 Die zweite Chance)
- 1996: The Winner – Heiße Nächte in Las Vegas (The Winner)
- 1997: The Shining (Miniserie)
- 1998: Zwei Gangster heizen ein (Thick as Thieves)
- 1999: Verführerische Falle (A Table for One)
- 1999: Emergency Room – Die Notaufnahme (ER, Fernsehserie, 5 Folgen)
- 2000: The Right Temptation – Mörderische Versuchung (The Right Temptation)
- 2001: Girls in the City – Reine Frauensache (A Girl Thing, Fernsehfilm)
- 2003: Identität (Identity)
- 2004: Raise Your Voice – Lebe deinen Traum (Raise Your Voice)
- 2005: Die Hochzeits-Crasher (The Wedding Crashers)
- 2005: Dogtown Boys (Lords of Dogtown)
- 2006: Law & Order: Special Victims Unit (Fernsehserie, Folge 7x15 Manipuliert)
- 2007: John from Cincinnati
- 2007: American Venus
- 2010: Mother’s Day – Mutter ist wieder da (Mother’s Day)
- 2010: Verliebt und ausgeflippt (Flipped)
- 2012: American Pie: Das Klassentreffen (American Reunion)
- 2012: Apartment 1303
- 2015–2019: Marvel’s Jessica Jones (Fernsehserie, 13 Folgen)
- 2016: Rage – Tage der Vergeltung (I Am Wrath)
- 2016–2021: Lucifer (Fernsehserie, 3 Folgen)
- 2020: She Ball
- 2024: Navy CIS (NCIS, Fernsehserie, Folge 22x06 Das Melinda-Puzzle)

## Auszeichnungen
Goldene Himbeere
- 1988: Nominierung in der Kategorie Schlechteste Schauspielerin für Rolle in Adams kesse Rippe

MTV Movie Award
- 1992: MTV Movie Award in der Kategorie Bester Bösewicht und Nominierung in der Kategorie Beste Schauspielerin für die Rolle in Die Hand an der Wiege

Saturn Award
- 1992: Nominierung in der Kategorie Beste Schauspielerin für die Rolle in Die Hand an der Wiege

## Sonstiges
De Mornay spielte im Musikvideo zum Lied Head Over Heels von Tears for Fears aus dem Jahr 1986 eine Bibliothekarin und 1986 trat sie im Musikvideo zum Lied Sara von Mickey Thomas Band Starship auf.